# Cliffortia integerrima
Cliffortia integerrima är en rosväxtart som beskrevs av August Henning Weimarck. Cliffortia integerrima ingår i släktet Cliffortia och familjen rosväxter. Inga underarter finns listade i Catalogue of Life.